# Tumeodiaptomus viviani
Tumeodiaptomus viviani is een eenoogkreeftjessoort uit de familie van de Diaptomidae. De wetenschappelijke naam van de soort is voor het eerst geldig gepubliceerd in 1979 door Dussart.